# Cantone di Bonnétable
Il Cantone di Bonnétable è una divisione amministrativa degli arrondissement di Mamers e di Le Mans.
A seguito della riforma complessiva dei cantoni del 2014 è passato da 8 a 24 comuni.

## Composizione
Prima della riforma del 2014 comprendeva i comuni di:
- Bonnétable
- Briosne-lès-Sables
- Courcival
- Jauzé
- Nogent-le-Bernard
- Rouperroux-le-Coquet
- Saint-Georges-du-Rosay
- Terrehault

Nel 2015 è stato ampliato a 24 comuni; dal 1º gennaio 2016 due di questi, Ballon e Saint-Mars-sous-Ballon si sono fusi per formare il nuovo comune di Ballon-Saint-Mars. per cui risulta composto dai seguenti 23 comuni:
- Ballon-Saint-Mars
- La Bazoge
- Beaufay
- Bonnétable
- Briosne-lès-Sables
- Courcebœufs
- Courcemont
- Courcival
- La Guierche
- Jauzé
- Joué-l'Abbé
- Montbizot
- Neuville-sur-Sarthe
- Nogent-le-Bernard
- Rouperroux-le-Coquet
- Saint-Georges-du-Rosay
- Saint-Jean-d'Assé
- Saint-Pavace
- Sainte-Jamme-sur-Sarthe
- Souillé
- Souligné-sous-Ballon
- Teillé
- Terrehault